# ヤロヴァ
ヤロヴァ（トルコ語: Yalova）は、トルコ北東部、マルマラ海の東海岸に位置する都市。ヤロヴァ県の県都でもある。2009年時点の人口は9万2166人（県全体では20万2531人）。

## 地名
一般に、ヤロヴァという地名は「海沿いの平原」という意味のヤルオヴァ（Yalıova）が語源とされる。「ヤル」はギリシャ語で海岸（γιαλή）という意味で、「オヴァ」はトルコ語で平原の意である。

## 歴史

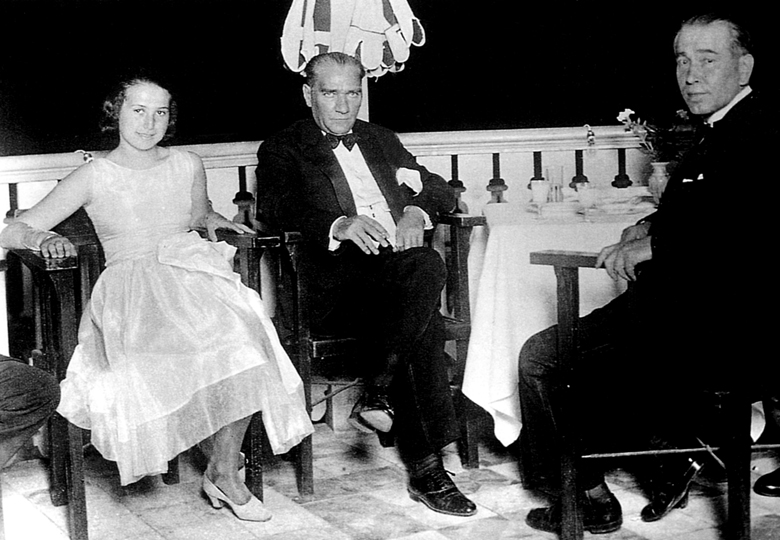
ヤロヴァでフェトヒ・オクヤルとその娘と並ぶアタテュルク。1930年8月13日撮影

先史時代の紀元前3000年ごろに初の村落が形成された。前21世紀にはヒッタイト、前13世紀にはフリギアの支配下に入り、前74年にローマに征服された。395年のローマ帝国分裂後は引き続きビザンティン帝国に支配された。1302年にオスマン帝国領になった。
ケマル・アタテュルクは晩年、ときどきヤロヴァで過ごした。彼の有名な演説の一つに「ヤロヴァは私の街だ」というものがある。

## 観光スポット
ヤロヴァにはアタテュルクが過ごしたケシュク（オスマン・トルコ様式の大邸宅）、ラテン語のthermaeが語源とされるテルマール（Termal）の有名な温泉など、多くの観光スポットがある。また、テルマールへの道中にはカラジャ森林公園がある。

## 姉妹都市
- ボン（ドイツ）
- マハチカラ（ロシア）[3]
- メジーディア（ルーマニア）
- 砺波市（富山県）[4]

## 出身有名人
- イブラヒム・カトルアイ - 元NBA選手
- イゼル（イゼル・チェリケズ） - 歌手
- メメット・オカー - NBA選手
- シェブネム・フェラー - 歌手